# Vegaviana
Vegaviana è un comune spagnolo di 863 abitanti situato nella comunità autonoma dell'Estremadura. Si costituì il 25 giugno 2009 staccandosi dal comune di Moraleja.